# Carl Meyer (wioślarz)
Carl Meyer (ur. 3 września 1981) – nowozelandzki wioślarz, reprezentant Nowej Zelandii w wioślarskiej czwórce bez sternika podczas Letnich Igrzysk Olimpijskich w Pekinie.

## Osiągnięcia
- Igrzyska Olimpijskie – Ateny 2004 – czwórka bez sternika – 5. miejsce.
- Mistrzostwa Świata – Gifu 2005 – czwórka bez sternika – 6. miejsce.
- Mistrzostwa Świata – Monachium 2007 – czwórka bez sternika – 1. miejsce.
- Igrzyska Olimpijskie – Pekin 2008 – czwórka bez sternika – 7. miejsce.